# Олівер Сонне
Олівер Сонне Крістенсен (дан. Oliver Sonne Christensen, нар. 10 листопада 2000, Герфольге, Данія) — перуанський футболіст данського походження, фланговий захисник данського клубу «Сількеборг» та національної збірної Перу.

## Ігрова кар'єра

### Клубна
Олівер Сонне почав займатися футболом на молодіжному рівні у клубах нижчих дивізіонів Данії. Проходив оглядини у клубах «Копенгаген» та французькому «Марселі». Але сам футболіст вирішив залишитися в Данії і в лютому 2018 року підписав молодіжний контракт з «Копенгагеном».
Влітку 2019 року футболіст повернувся до клубу «Кеге», за який виступав на молодіжному рівні і підписав з клубом дворічний контракт. Через два сезони Сонне перейшов до «Сількеборга», який підвищився до елітного дивізіону. 29 серпня 2021 року захисник зіграв свій перший матч у данській Суперлізі. А в грудні 2021 року продовжив дію контракту з клубои до червня 2026 року.
Двічі Сонне визнавався Гравцем Команди місяця в Суперлізі. 9 травня 2024 року Сонне забив єдиний гол у фіналі Кубка Данії, забеспечивши «Сількеборгу» другу перемогу у Кубку країни.

### Збірна
Олівер Сонне має перуанське коріння по лінії матері. І у 2023 році почалися переговори про отримання футболістом громадянства Перу та його приєднання до національної збірної Перу.
Першу офіційну гру у складі збірної Перу Сонне провів 22 березня 2024 року, коли вийшов на заміну у товариському матчі проти Нікарагуа. Також Сонне брав участь у Кубку Америки влітку 2024 року у США.

## Титули
Сількеборг
 Переможець Кубка Данії: 2023/24
Індивідуальні
- Учасник Команди місяця в данські Суперлізі: Вересень 2023, Жовтень 2023